# Catedrala din St Andrews
Catedrala din St Andrews, cu hramul Sfântul Andrei, a fost construită în anul 1158 și distrusă în 1559 la incitarea reformatorului John Knox. După jefuirea catedralei lăcașul a fost lăsat în paragină. În prezent ruinele se află în conservare și constituie o atracție turistică, vizitatorii putând vedea vestigiile celei mai mari catedrale medievale din Scoția.